# 1993 UB3
1993 UB3 är en asteroid i huvudbältet som upptäcktes den 16 oktober 1993 av den amerikanska astronomen Eleanor F. Helin vid Palomarobservatoriet.
Asteroiden har en diameter på ungefär 5 kilometer.